# Kiziktxul
Kiziktxul (en rus: Кызыкчуль) és un poble del krai de Krasnoiarsk, a Rússia, que en el cens del 2010 no tenia cap habitant. Pertany al districte de Balakhtà.